# Max-Planck-Institut für demografische Forschung
Das Max-Planck-Institut für demografische Forschung (MPIDR) ist eine außeruniversitäre Forschungseinrichtung der Max-Planck-Gesellschaft (MPG) in Rostock. Das Institut untersucht grundlegende bevölkerungswissenschaftliche Fragestellungen, wie beispielsweise die Erforschung von Entwicklungen, Strukturen und Bewegungen von Bevölkerungen.

## Geschichte
Nach 1945 und der Marginalisierung der demografischen Forschung in Deutschland, entschied sich die Max-Planck-Gesellschaft 1995 neue Impulse zu setzen und ein eigenes Forschungsinstitut für Demografie zu gründen. Am 1. Oktober 1996 nahm das Max-Planck-Institut unter dem Gründungsdirektor James Vaupel seine Arbeit auf. 1999 wurde Jan Hoem als zweiter Direktor berufen und ein weiterer Arbeitsbereich eingerichtet. Im November 2002 löste ein Institutsneubau am Warnowufer die bis dahin provisorische Unterbringung ab. 2004 wurde auf gemeinsame Initiative des Max-Planck-Institutes für demografische Forschung (MPIDR) und der Universität Rostock das „Rostocker Zentrum zur Erforschung des Demografischen Wandels“ gegründet. 2014 wurde Mikko Myrskylä, dessen Forschungsschwerpunkte im Bereich der Sozialen Demografie liegen, zum Direktor und Nachfolger von Joshua Goldstein und Jan Hoem berufen. Seit 2018 ist Emilio Zagheni zweiter Direktor mit den Arbeitsbereichen Migration und Digitalisierung.

## Forschung
Das Institut betreibt Grundlagenforschung und analysiert die Ursachen, beschreibt gegenwärtige Trends und prognostiziert den weiteren Verlauf demografischer Prozesse. Außerdem zeigt die Forschung mögliche Konsequenzen auf, die sich daraus für die Gesellschaft ergeben. Dabei geht die Forschungsaktivität über die klassischen demografischen Arbeitsbereiche wie Bevölkerungsstrukturen, räumliche Bevölkerungsbewegungen (Migration), natürliche Bevölkerungsbewegungen (Geburt, Sterbefälle), Bevölkerungsentwicklungen und -verteilungen sowie die historische Demografie hinaus.
Außerdem betreibt und betreut das Institut eine Reihe an Datenbanken, die Forschern und Forscherinnen weltweit kostenfrei zur Verfügung stehen. Dies sind unter anderem die Human Mortality Database, die Human Fertility Database und die Scholarly Migration Database.

## Organisation
Unter Leitung der Direktoren Mikko Myrskylä und Emilio Zagheni unterhält das MPIDR verschiedene Forschungsabteilungen.

### Abteilungen
Soziale Demografie – Leitung: Mikko Myrskylä
Digitale und Computergestützte Demografie – Leitung: Emilio Zagheni

#### 1. Abteilung: Soziale Demografie
Auszüge aus den Selbstbeschreibungen der Abteilungen:

„Die wichtigsten Kräfte, die den demografischen Prozess bestimmen, sind sozialer, politischer und biologischer Natur. Die Folgen des demografischen Wandels sind in ähnlicher Weise auf die soziale, politische und biologische Sphäre verteilt. Die Abteilung für Sozialdemografie konzentriert sich darauf zu verstehen, wie diese Kräfte gemeinsam die moderne demografische Landschaft hervorbringen; sie zeigt mögliche demografische Zukünfte und deren Folgen auf und untersucht die Durchführbarkeit von Anpassungen für die Zukunftsszenarien, die in Bezug auf wirtschaftliche, soziale und andere Dimensionen der Nachhaltigkeit eine Herausforderung darstellen. Wir legen großen Wert auf Trends auf Bevölkerungsebene und Mikro-Makro-Mechanismen, die die Makro-Entwicklungen antreiben. Wir nutzen und entwickeln modernste mathematische, statistische und computergestützte Methoden und umfangreiche Datensätze aus bestehenden Registern, Erhebungen und Biomarkern sowie Daten, die von unseren Teams und Kooperationspartner*innen erhoben werden. Die Schwerpunkte unserer Forschungsthemen sind weder geografisch noch zeitlich begrenzt, sondern orientieren sich an aktuellen Mustern und künftigen Herausforderungen. Die Integration von Wissen über die fünf Forschungsthemen hinweg verspricht die Entwicklung eines neuen Verständnisses der Demografie als Folge und Ursache des sozialen Wandels.“

Zur Abteilung Soziale Demografie gehören folgende Arbeitsbereiche und Forschungsgruppen:

##### Fertilität und Wohlbefinden
„[…] Die Forschung im Arbeitsbereich Fertilität und Wohlbefinden konzentriert sich darauf, unser Verständnis der Einflussfaktoren und Folgen heutiger Trends in der Geburtenentwicklung zu verbessern. Ein wesentlicher Schwerpunkt liegt auf der Erforschung der Vielfalt der sozioökonomischen und entwicklungspolitischen Bedingungen, die es den heutigen Gesellschaften ermöglichen könnten, ein Geburtenniveau zu erreichen, das nahe dem des Ersatzniveaus liegt. Dies beinhaltet Untersuchungen, wie sich Unsicherheit und subjektives Wohlbefinden auf Fertilitätsentscheidungen auswirken und welchen Einfluss soziale Polarisierung innerhalb von Gesellschaften (die besonders die unteren Gesellschaftsschichten zu treffen scheint) auf Unterschiede im Geburtenverhalten hat. Wohlbefinden ist mehr als nur das Notwendigste zu besitzen, und ob das Wohlbefinden davon abhängt, dass jemand ein Elternteil ist, hängt nicht nur von den Merkmalen auf individueller Ebene ab, sondern auch von der Wahrnehmung von Elternschaft und Kinderlosigkeit im sozialen Umfeld. Wir haben inzwischen unsere Forschung erweitert, um auch auf die Herausforderungen zu antworten, die die COVID-19-Pandemie für die Familienbildung mit sich brachte bzw. noch bringt […].“

##### Bevölkerung und Gesundheit
„Die ständig wachsende Langlebigkeit in der entwickelten Welt ist eine beeindruckende Errungenschaft aber auch eine große Herausforderung. Fortlaufende Verbesserungen in der Lebenserwartung tragen unweigerlich zur Alterung der Bevölkerung bei und werden vermutlich dafür sorgen, dass sich das Verhältnis von arbeitender zu nicht-arbeitender Bevölkerung in Zukunft stark zu Ungunsten der Werktätigen verschiebt. Inwieweit die steigende Lebenserwartung auf individueller und gesellschaftlicher Ebene eine gute Nachricht ist, hängt von den Antworten auf drei zentrale Fragen ab. Erstens: Werden die zusätzlichen Lebensjahre in guter oder schlechter Gesundheit verbracht? Zweitens: Welche Faktoren beeinflussen den Gesundheitszustand und wie variiert er im Lebensverlauf und in soziodemografischen und raum-zeitlichen Kontexten? Drittens: Wie kann Gesundheit gemessen werden und welche Methoden, Modelle und Messgrößen eignen sich am besten für die Analyse von Bevölkerungsgesundheit? Die Forschung des Arbeitsbereiches "Bevölkerung und Gesundheit" konzentriert sich auf diese drei Fragen.“

##### Forschungsgruppe: Demografie der Arbeit
„[...] Die interdisziplinäre Forschungsgruppe 'Demografie der Arbeit' des MPIDR analysiert, wie der demografische Wandel, der Arbeitsmarkt sowie ökonomische und soziale Faktoren sich wechselseitig beeinflussen und so die Entwicklung der Erwerbsbevölkerung von heute und morgen bestimmen. Wir ermitteln, welchen Einfluss demografische Entwicklungen auf die Größe und Zusammensetzung der Erwerbsbevölkerung hat; hierfür gründen wir unsere Forschung auf soziologischen und ökonomischen Theorien und verwenden demografische und statistische Methoden. Wir betrachten den gesamten Lebensverlauf, um zu  untersuchen, welche Folgen die Verlängerung der Ausbildungszeiten für den Eintritt in das Berufsleben hat, wie wirtschaftliche Unsicherheiten, das Verlassen des Elternhauses und andere Ursachen, die dazu führen, dass Menschen in den Berufsanfängen – freiwillig oder unfreiwillig – erwerbslos sind, sich insgesamt auf die Erwerbsbeteiligungsquote in der Bevölkerung auswirkt; wie sich unbezahlte Arbeit auf den Lebensverlauf verteilt und diesen beeinflusst; und wie die Veränderungen der Gesundheit im höheren Alter sowie politische und wirtschaftliche Veränderungen beeinflussen, wie lange Menschen im Arbeitsleben bleiben […].“

##### BIOSFER
„[…] BIOSFER untersucht, wie soziale, biologische und psychologische Faktoren zusammenwirken, um die beobachteten Muster, Niveaus und Schwankungen der Fertilität junger Erwachsener zu erzeugen. Wir nutzen Ideen aus verschiedenen Disziplinen und schlagen vor, dass bestehende Theorien durch Konzepte wie Risikoaversion und Entscheidungsfindung bei unvollständiger Information, intergenerationale Weitergabe von Fertilität, Epigenetik und darüber hinaus ergänzt werden müssen, um das moderne Fertilitätsverhalten zu verstehen. Wir entwickeln theoretisch fundierte, falsifizierbare Hypothesen, die wir an zwei der weltweit größten bevölkerungsbasierten Längsschnittkohorten für Schwangerschaft und Adoleszenz, der MoBa in Norwegen und der DNBC in Dänemark, testen. Wir erheben auch neue Datensätze aus diesen Kohorten.
Wir bieten einen einzigartigen integrativen lebenslaufbasierten Ansatz, der weder sozial noch biomedizinisch ist, sondern zentrale Ideen aus beiden Bereichen kombiniert, um die biosozialen Determinanten der wichtigsten Übergangspunkte vom fötalen Leben über die Pubertät bis hin zu geplanten, ungeplanten, verpartnerten und unverpartnerten Geburten zu evaluieren. Wir untersuchen die sozialen, biomedizinischen und psychologischen Kräfte, ihre Wechselwirkungen und die Kräfte zwischen den Generationen, die während des gesamten Lebenslaufs wirken und die moderne Landschaft niedriger Fertilität hervorbringen. Die Ergebnisse werden dazu beitragen, einen neuen bio-sozialen Rahmen für das Verständnis der Prozesse im Lebenslauf zu schaffen, die die heutigen Fertilitätsmuster bestimmen.“

##### MaxHel Center
„Ungleichheiten in der Mortalität sind sozial strukturiert, nehmen zu, sind in allen Gesellschaften zu beobachten und werden durch vorgelagerte soziale Ungleichheiten in Gesundheit und Morbidität verursacht. Trotz bedeutender Beiträge zahlreicher früherer Studien gibt es große Lücken in unserem Verständnis der Ursachen sozialer Ungleichheiten in Gesundheit und Mortalität […]. Das Max Planck - University of Helsinki Center for Social Inequalities in Population Health baut auf alten und neuen konzeptionellen Erkenntnissen und einer einzigartigen Datenlandschaft auf, um diese Defizite zu beheben, wobei es sich auf die komplementäre Expertise des Max-Planck-Instituts für demografische Forschung (MPIDR) und der Population Research Unit (PRU) der Universität Helsinki stützt. Das Center geht über die übliche Beobachtungsforschung hinaus, indem es außergewöhnlich detaillierte, verknüpfte familienbasierte Daten, natürliche Versuchspläne, genetisch informierte sozialepidemiologische Daten und neuartige Modellierungstechniken verwendet, die es uns ermöglichen, die entscheidenden sozialen Prozesse aufzudecken, die zu gesundheitlichen Ungleichheiten führen […].“

#### 2. Abteilung: Digitale und Computergestützte Demografie
„Die Abteilung Digitale und Computergestützte Demografie möchte primär die Beantwortung grundlegender Fragen der Bevölkerungswissenschaft mit einem wissenschaftlichen Blick auf Digitalisierung und Computing zum Nutzen aller voranbringen. Thematisch wollen wir in einem ersten Schwerpunkt die Ursachen und Folgen von Migration messen, genauer verstehen und voraussagen. Mit diesem Schwerpunkt befasst sich der Arbeitsbereich Migration and Mobilität. In einem zweiten Schwerpunkt wollen wir beobachten, verstehen und voraussagen, welche Faktoren das Wohlbefinden der Menschen über Raum, Zeit und demografische Merkmale beeinflussen und wie diese Faktoren mit der Sterblichkeit und Gesundheit, der Fertilität, mit sozialen und ökonomischen Prozessen und mit einer nachhaltigen Entwicklung zusammenhängen. Mit diesem Schwerpunkt beschäftigt sich der Arbeitsbereich Bevölkerungsdynamik und Nachhaltiges Wohlbefinden.“

Zu der Abteilung Digitale und Computergestützte Demografie gehören folgende Arbeitsbereiche:

##### Migration und Mobilität
„Gesellschaften stehen vor wachsenden Herausforderungen: Sie müssen mit Migrant*innen umgehen und sie integrieren, und dieses vor dem Hintergrund von Geburtenraten, die bei weniger als zwei Kindern pro Frau liegen, langsam alternden Bevölkerungen und von unerwartet auftretenden Krisen oder Schocks. In der Migrationsforschung spielt die Bevölkerungswissenschaft bislang eher noch eine begrenzte Rolle. Dies liegt daran, dass geeignete Daten, die zur Prüfung und Entwicklung neuer Migrationstheorien benötigt werden, nicht vorhanden sind. Nun haben die schnelle Verbreitung von Informations- und Kommunikationstechnologien und die deutlich verbesserten Rechenleistungen neue Möglichkeiten eröffnet, Durchbrüche in der Migrations- und Mobilitätsforschung zu erzielen.
[…] Unser zentrales Anliegen ist, herkömmliche und neue Datenquellen in einem soliden statistischen Rahmen zu vereinen, das Migrationsverhalten und die Integration von Migrant*innen zu messen und vorauszusagen, und die Auswirkungen der Digitalisierung des Lebens auf die Migration und die Mobilität zu bewerten. Es geht uns auch darum, unser theoretisches Verständnis von Migration und Mobilitätsprozessen zu verbessern und eine Entscheidungsgrundlage bei der Gestaltung von politischen Maßnahmen in einer zunehmend vernetzten Welt zu bieten […].“

##### Bevölkerungsdynamik und Nachhaltiges Wohlbefinden
Der Arbeitsbereich Bevölkerungsdynamik und Nachhaltiges Wohlbefinden

„möchte primär beobachten, verstehen und vorrausagen, welche Faktoren das Wohlbefinden über Raum, Zeit und demografische Merkmale beeinflussen und wie diese Faktoren mit dem demografischen Wandel und Nachhaltigkeit für uns als Menschen zusammenhängen.“

„Das Konzept der nachhaltigen Bevölkerung ist multidimensional und beinhaltet soziale, ökonomische, technologische und umweltbedingte Aspekte, die eng mit dem Wohlbefinden und der Bevölkerungsdynamik zusammenhängen. Ausgehend von einer zukunftsorientierten Perspektive wollen wir grundlegende Fragen der Bevölkerungswissenschaft voranbringen. Wir untersuchen langfristige Bevölkerungsprozesse, insbesondere das wechselseitige Zusammenspiel zwischen Entwicklungen auf der Mikroebene und Entwicklungen auf der Makroebene. Dieses trägt dazu bei, unsere Voraussagen zu verbessern. Aber wir betrachten auch den Einfluss von ökonomischen, technologischen und umweltbedingten Veränderungen auf die Bevölkerungsdynamik und das Wohlbefinden. Anhand einer vergleichenden Gegenüberstellung von konkreten Fällen und Gegebenheiten untersuchen wir, inwieweit sich diese Veränderungen unterschiedlich stark auswirken, welche Faktoren dieses erklären, sowie die Möglichkeiten von Gesellschaften, für mehr Gerechtigkeit zu sorgen […].“

### Gemeinsame Forschungslabore

#### Demografische Daten
Leitung: Dmitri Jdanov

„Der Arbeitsbereich Demografische Daten ist ein weltweit führendes Team im Bereich der Demografischen Daten. Unsere Flagship-Projekte wie die Human Mortality Database (HMD) und die Human Fertility Database (HFD) sind nicht nur hochangesehene Datenprojekte mit Tausenden von Nutzern weltweit, sondern definieren zudem neue Standards für wissenschaftliche Datensätze in der Demografie und schaffen neue Anreize für die Forschung in vielen Bereichen jenseits der Demografie, darunter Sozialepidemiologie, Aktuarwissenschaft, Familiensoziologie und Sozialpolitik. […] Ziel des Arbeitsbereiches ist, Daten von höchster Qualität bereitzustellen – Daten, die länderübergreifend vergleichbar, gut dokumentiert, transparent und benutzerfreundlich sind. […] Aktuell unterhält und entwickelt das Datenlabor insgesamt fünf internationale Datenbanken. Diese folgen den Prinzipien von Open Data und können von den Forscher*innen des Instituts, Wissenschaftler*innen, Studierenden sowie von politischen Entscheidungsträger*innen und Journalist*innen weltweit frei genutzt werden. […]“

#### Statistische Demografie
Leitung: Jutta Gampe

„Der Arbeitsbereich Statistische Demografie entwickelt neue statistische Methoden, zugeschnitten auf konkrete Forschungsfragen, und unterstützt die Wissenschaftler*innen des Instituts bei der Auswertung ihrer Daten. Außerdem stellt er Software bereit, um die Anwendung innovativer Techniken zu erleichtern. […] Zu den Forschungsthemen gehören so genannte Multistate Models, die Beschreibung wechselseitig abhängiger Prozesse im Zeitverlauf, die gleichzeitige Betrachtung mehrerer Zeitskalen (etwa Alter und Kalenderzeit) in Verlaufsstudien sowie die korrekte Behandlung komplexer Beobachtungspläne. Vorhersagen auf Basis der entwickelten Längsschnitt-Modelle ist ein weiteres Forschungsgebiet. Darüber hinaus leisten die Mitglieder des Arbeitsbereichs ihren Beitrag zum Ausbildungsprogramm des Instituts (die International Max Planck Research School for Population, Health and Data Science, die International Advanced Studies in Demography und die European Doctoral School for Demography) und tragen somit zur Verbreitung und Anwendung der neuesten statistischen Methoden in der demografischen Forschung bei.“

### Unabhängige Forschungsgruppen

#### Ungleichheiten in Verwandtschaftsbeziehungen
Leitung: Diego Alburez-Gutierrez

„Die von der Max-Planck-Gesellschaft finanzierte Forschungsgruppe Ungleichheiten in Verwandtschaftsbeziehungen forscht, um das Wissen im Teilgebiet der Verwandtschaftsdemografie zu erweitern und Verwandtschaftsungleichheiten zu untersuchen. Die Gruppe analysiert, wie Unterschiede in den Verwandtschaftsbeziehungen zwischen Personen und Gruppen individuelle Entscheidungen bestimmen und Gesellschaften strukturieren. Die Bezeichnung „Ungleichheiten in Verwandtschaftsbeziehungen“ verdeutlicht, dass jede Person auf unterschiedliche Weise auf Verwandte und deren Ressourcen zurückgreifen kann. Diese Ungleichheiten ergeben sich aus einer Reihe von Faktoren: demografische Dynamik, sozioökonomische Ungleichheiten und gesellschaftliche Normen. […]“

#### Geschlechterungleichheiten und Fertilität
Leitung: Nicole Hiekel

„Die unabhängige Max-Planck-Forschungsgruppe Geschlechterungleichheiten und Fertilität erforscht geschlechtsspezifische Ungleichheiten in demografischen Prozessen, die der Komplexität heutiger Familienstrukturen zugrunde liegen; dazu zählen Trennung und Neuverpartnerung, Alternativen zur Ehe, nichteheliche Geburten und Familienerweiterung mit aufeinanderfolgenden Partner*innen, Stieffamilien und andere komplexe Familienstrukturen. Die Forschungsarbeit dieser Gruppe trägt zu unserem Wissen bei, wie und unter welchen Bedingungen jeder und jede Einzelne, sowie Paare und Familien und auch soziale Institutionen geschlechtsspezifische Ungleichheiten produzieren und reproduzieren.“

#### Migration und gesundheitliche Ungleichheiten
Leitung: Silvia Loi

„Obwohl Migrant*innen bei ihrer Ankunft gesünder sind, verschlechtert sich ihr Gesundheitszustand schneller als der von Nicht-Migrant*innen. Der Gesundheitsvorteil von Zuwanderern ist bei der Ankunft aufgrund von Selektionsprozessen besonders groß, nimmt aber mit zunehmendem Alter in der Aufnahmegesellschaft tendenziell ab. Die Gründe für die Verschlechterung des Gesundheitszustands von Migrant*innen sind jedoch noch nicht ausreichend bekannt. […] Die meisten Forschungsansätze zur Gesundheit von Migrant*innen konzentrieren sich nach wie vor auf die Auswirkungen einzelner Belastungen auf den Gesundheitszustand, obwohl individuelle und bevölkerungsbezogene Gesundheitsrisiken im Lebensverlauf aus verschiedenen Quellen entstehen. Die Forschungsgruppe Migration und gesundheitliche Ungleichheit liefert neue Erkenntnisse darüber, wie verschiedene strukturelle soziale Faktoren und ihre Wechselwirkungen die Ungleichheiten zwischen Migrant*innen und Nicht-Migrant*innen im Lebensverlauf im europäischen Kontext beeinflussen.“

### Ehemalige Arbeitsgruppen
Folgende Arbeitsgruppen haben in der Vergangenheit am Institut geforscht:
- Forschungsgruppe: Mathematische Demografie (Research Group: Mathematical and Actuarial Demography), 2016–2021

- Max Planck Forschungsgruppe Geschlechterunterschiede in Gesundheit und Altern (Max Planck Research Group „Gender Gap in Health and Survival“), 2014–2020

- Altern und Langlebigkeit (Laboratory of Survival and Longevity), 1996–2014
- Historische Demografie (Laboratory of Historical Demography), 2007–2012
- Internationale Migration (Research Group: International Migration), 2013–2016
- Lebenslauf, Sozialpolitik und Familie (Research Group: Life Course Social Policy, and the Family), 2012–2016
- Max-Planck-Forschungsgruppe Modellentwicklung zur Evolution des Alterns (Modeling the Evolution of Aging), 2009–2014
- Max-Planck-Forschungsgruppe Lebenslauf und Demografischer Wandel (Lifecourse Dynamics and Demographic Change), 2009–2013
- Evolutionäre Biodemografie (Evolutionary Biodemography), 2005–2017
- Bevölkerung und Politik (Laboratory of Population and Policy), 2004–2010
- Ökonomische und soziale Demografie (Laboratory of Economic and Social Demography), 2007–2012
- Fertilität und Familiendynamik im heutigen Europa (Contemporary European Fertility and Family Dynamics), 1999–2010

## Doktorandenprogramme und Research Schools
Seit 2018 besteht die International Max Planck Research School for Population, Health and Data Science (IMPRS-PHDS) als ein dreijähriges Doktorandenprogramm, das Demografie, Epidemiologie und Datenwissenschaft vereint. Jedes Jahr werden etwa 15 dreijährige Doktorandenstellen vergeben. Der Lehrplan der Schule richtet sich an Doktoranden, die mit einem Master- oder einem gleichwertigen Abschluss in die Schule eintreten.
In Kooperation mit der Universität Rostock und weiteren europäischen Hochschulen war das Institut Träger der International Max Planck Research School for Demography, einem Ausbildungsprogramm für Doktorand*innen in der Demografie. Das Programm wurde 2012 von dem Programm „International Advanced Studies in Demography“ abgelöst.
Ein weiteres Nachwuchsförderungsprogramm ist die European Doctoral School of Demography, ein 2005 mit zwölf Universitäten und fünf führenden Forschungsinstituten gemeinsam geschaffenes elfmonatiges Studienprogramm.

## Infrastruktur
Das MPIDR ist eines von 86 Instituten der renommierten Max-Planck-Gesellschaft. Direktoren des Instituts sind Mikko Myrskylä und Emilio Zagheni. Wie alle Max-Planck-Institute, hat das MPIDR einen Fachbeirat, der die wissenschaftliche Arbeit des Instituts evaluiert.
Am Institut sind derzeit etwa 120 Mitarbeiterinnen und Mitarbeiter sowie zahlreiche Gäste tätig.

## Kunstwerke und Kaleidoskop
Anlässlich der Eröffnung des neuen Gebäudes des Instituts am 31. März 2003 wurden der Öffentlichkeit auch neue Kunstwerke präsentiert, die zur dauerhaften Verschönerung des Instituts beitragen sollten. Diese gingen im Rahmen eines Einladungswettbewerbs hervor.
Dazu gehört auch ein sechs Meter langes Kaleidoskop von Olafur Eliasson. Es trägt den Titel „The Wilhelm Lexis Demographic Observatory“ und

„könnte als Symbol für das Beobachten von Phänomenen aus unterschiedlichen Perspektiven als eine der Aufgaben des Forschers interpretiert werden. Das hexagonale Kaleidoskop ist aus vier Edelstahl-Segmenten zusammengesetzt. Jedes Element besteht aus 1,5 Millimeter dicken Raymax-Edelstahlplatten, die innen hochverspiegelt sind. Zur Erhöhung der Längsstabilität dienen sechs aufgekantete Einzelbleche. Durch 30 Millimeter breite Montageschlitze zwischen den Segmenten gelangt zusätzlich streifenförmiges Licht in die Konstruktion. An den beiden Enden befindet sich je ein Edelstahlring, an dem das Kaleidoskop um seine vertikale und horizontale Achse gedreht werden kann. Diese Bewegung wird durch eine gedämpfte Aufhängung etwas oberhalb des Schwerpunktes ermöglicht. Die Lagerung des Kaleidoskops ist so konzipiert, dass es nach dem Schwenken automatisch in eine horizontale Lage zurückpendelt.“

Weitere Wettbewerbsteilnehmer*innen und Künstler*innen deren Werke im Inneren des Gebäudes ausgestellt sind, sind Gerd Frick, Sonia Brandes und Helle Baslund. Gerd Frick gewann mit seiner freien Malerei den ersten Preis.

## Publikationen und Öffentlichkeitsarbeit
Seit 1999 wird am Institut die Open-Access-Zeitschrift „Demographic Research“ herausgegeben. Aktuell besetzt Mikko Myrskylä die Position des Herausgebers. Leitende Redakteurin ist Anna Matysiak, die von mehreren Associate Editors unterstützt wird. Das Editorial Office befindet sich am Institut in Rostock. Seit 2004 wird zudem die Buchreihe Demographic Research Monographs (Springer) sowie der Infoletter Demografische Forschung aus Erster Hand herausgegeben. 2024 feierte der Infoletter sein 20-jähriges Bestehen durch eine groß angelegte Veranstaltung mit einer Podiumsdiskussion sowie einer Reihe von Impulsvorträgen. Teilgenommen haben unter anderem der Präsident der Max-Planck-Gesellschaft, Prof. Patrick Cramer, Bettina Martin (Ministerin für Wissenschaft, Kultur, Bundes- und Europaangelegenheiten des Landes Mecklenburg-Vorpommern), Antje Draheim (Staatssekretärin im Bundesgesundheitsministerium) und Katharina Spieß (Direktorin des Bundesinstituts für Bevölkerungsforschung).